# Техніка запитань
Під технікою запитань в розмовній мові розуміють використання відкритих і закритих питань для проведення цілеспрямованої бесіди.

## Мета
Запитання має бути комунікативно розпізнаваним, оскільки доведено, що нерозпізнані запитання є основною причиною відсутності відповідей на нього. Інтонація (наголос, висота звуку і зміна тону) є найважливішим інструментом під час запитування. Окрім того, важливу роль відіграють міміка (підняття брів) і, звісно, жестикуляція (нахил або легке витягування голови вперед, підняття рук, жести кистями рук). Під час письмового звернення такий ефект досягається завдяки використанню знаків питання. Не менш важливими є вживання питальних слів («хто, як, що, де, коли, чому, навіщо») і структура речення (наприклад, у німецькій мові питання в головному реченні позначається за допомогою зворотного порядку слів: ich kann – kann ich?( я можу - чи можу я?).
Мета використовуваної техніки опитування полягає в тому, щоб розпочати й розвинути інтерв’ю або діалог і в разі потреби скерувати учасника розмови до обговорення. Завдяки вміло підібраному формату запитання запитувач визначає ступінь впливу на співрозмовника (більш чи менш директивне спілкування). Розмова, яка хоча й використовує техніку запитань, проте не має наміру вплинути на когось, відома у сфері досліджень ринку та в терапевтичній сфері як недирективна розмова, навіть якщо замість техніки опитування застосовуються інші стратегії. Її протилежністю є маніпулятивна техніка опитування в комерційних розмовах і демагогії.
Анкети як письмові методи з різним ступенем стандартизації спираються на ці техніки, деякі з них також можуть бути реалізовані в письмовій формі (форма з запитаннями й, у разі потреби, альтернативні відповіді).

## Рівні
Під час процесу техніки запитань важливо враховувати такі аспекти: рефлексія, дискусія, автентичність, вплив, можливість, доступність, тема, фактична позиція, точка зору, сутність, інтерес, технологія, відносини, характер, відповідальність, походження, спрямованість, мета, привід, перешкоди, процеси та відхилення.
З'ясування цих елементів є головним завданням техніки опитування. Відповідно до тези «Хто питає, той веде», запитувач намагається отримати інформацію шляхом комбінування різних методів опитування й використання їх поперемінно одне з одним. Відповідно до тези «Хто питає, той отримує», запитання в основному служать для отримання інформації. Це широко визнано в сучасній лінгвістиці, хоча в нещодавніх роботах Глена Гільберта та, незалежно від нього, Фріда фон Вітгена застосовуються інші підходи. Тут згідно з тезою «Хто питає, той каже» загалом відкидається окреме трактування питань порівняно з іншими реченнями.

## Техніка запитань
У психологічному консультуванні та розмовній терапії розрізняють чотири техніки опитування:
- Прямі запитання (слугують орієнтуванням для запитувача)
- Системні запитання (формулються у ввічливій формі (в німецькій та багатьох інших мовах за допомогою форми кон'юнктив) і  стосуються оточення респондента), наприклад: „Що б сказав X, якщо б його запитали...?“
- Стратегічні запитання (слугують для впливу на респондента і вже містять бажану відповідь → риторичне запитання)
- Рефлексивні запитання (закликають респондента до уявних експериментів і формулюються в німецькій мові за допомогою форми кон'юнктив)

Усі ці запитання можуть бути сформульовані як у відкритій, так і закритій формі.

## Категорії запитань
З формальної точки зору слід розрізняти відкриті та закриті запитання. Обидві категорії запитань підсумовують усі можливі питальні форми в мові відповідно до ступеня їхнього впливу.

### Відкриті запитання
Відкриті запитання дають можливість дати розгорнуту відповідь. Можна дізнатись побажання та думки співрозмовника, однак до певного моменту ініціатива передається партнеру. Здебільшого відкриті запитання сприяють налагодженню стосунків між учасниками діалогу. Але відкриті запитання слід використовувати з обережністю, коли ви маєте справу з так званими "балакунами". Цей тип питань особливо підходить для початку розмови. Приклади:
- Чия...була ідея спробувати це таким чином?
- Хто... найповніше інформував вас про X?
- Кого… ти вважаєш симпатичним?
- Кому … ти можеш довіряти?
- Скільки … відомих людей Ви зустріли в зовнішньому департаменті?
- Скільки разів на тиждень/як часто... ти робиш закупівлю?
- Як довго … Ви працювали у попереднього роботодавця?
- Як далеко … ти хочеш поїхати?
- Якою … Ви уявляєте свою діяльність?
- Які … ідеї та побажання у Вас є?
- Чого … Ви хочете досягти?
- Коли … Ви можете розпочати?
- Чому/через що/заради кого … Ви вирішуєте цю справу?
- З якою метою/для чого/навіщо/через що/як/чому (запитання обґрунтування/мотиву/наміру/мети) …Ви залишили своє робоче місце?
- Чому/через що/як/чому (запитання причини/підстави) … при терті виділяється тепло?
- Чим (запитання уподобань/переваг) … Ви цікавитесь? або також: … Ви вже вирішили стосовно Вашої відпустки?
- За кого (запитання значення) … ти мене тримаєш? або також: … що означає це слово німецькою?
- Чому … ти радієш?
- За яких обставин … ти почуваєш себе некомфортно?
- Чим … я можу бути корисним для тебе?
- Де… ти був на канікулах?
- Куди … Ви хотіли піти, перед тим як я Вас зупинив?
- Звідки … ця мелодія?
- Чим … відрізняються пропозиції?
- З чого… складається цей продукт?
- За що … ти хочеш вхопитись?
- До чого ... веде весь цей процес?
- Про що… ти хотіла б поговорити зі своїм шефом?
- Під чим (де?) … мені шукати, якщо я хочу знайти цей запис?
- На що … ти зробив ставку?
- Проти чого … ти б протестував найбільше?
- Про що … саме йдеться в цій вакансії?
- Між чим … ти не можеш зробити вибір?
- Навколо чого … ми повинні пройти?
- Де …буде безпечно займатись парусним спортом?
- Чого … ти хочеш?
- Як … ти дізнався про мою присутність?
- Що ... дозволить достойно жити?
- У чому … ти найбільше сумніваєшся?
- За чим … ти стоїш?
- На що … ми хочемо забратись?
- Куди … нам слід їхати?
- Якою мірою … Ви відчували себе зайнятим X?
- Наскільки … Ви могли ідентифікувати себе з попередньою роботою?

Такі аспекти відкритої розмови, як емпатія, повага і фокусування, відіграють надзвичайно велику роль для успіху опитування. Протилежністю цьому типу запитань є закрите питання.

#### Відкриті запитання на практиці
W-запитання – це запитання, які починаються з W-слова, тобто з питального слова, перша літера якого W.
Шість W-запитань журналіста – це запитання, відповіді на які складають основу кожного дослідження. Є також сьоме W, питання про походження джерела.
Запитання вибудовуються в логічній послідовності залежно від відповіді, а саме:
- Що трапилось?
- Хто брав участь?
- Де це трапилось?
- Коли це трапилось?
- Як це трапилось?
- Чому це трапилось?

Відкриті W-запитання також відіграють велику роль у прийняті невідкладних викликів в таких службах, як: служба екстреної медичної допомоги, поліція та пожежна служба. Тому кожен виклик про нещасний випадок повинен відповідати принаймні на такі чотири запитання та особливо враховувати останній пункт:
- Де це сталося?
- Що сталося?
- Скільки поранених?
- Які типи травм/пошкоджень є?
- Очікуємо на Ваші запитання!

Місцеперебування завжди має бути вказане першим, щоб можна було надіслати допомогу навіть якщо розмова перервалась. 

### Закриті запитання
У закритих запитаннях варіанти відповідей заздалегідь визначені (наприклад, "так/ні/не знаю") або через саму постановку питання, або через чітке зазначення можливих варіантів відповідей. Ця форма запитання використовується в маркетингу та дослідженнях (наприклад, дослідження громадської думки). Протилежністю закритого запитання є відкрите питання.
- "Ви теж так вважаєте?"
- "Ми все ще одної думки?"
- "Чи можемо ми зафіксувати це так?"
- "Чи зробимо наступний крок?"
- "Чи будемо впроваджувати це таким чином?"
- "Я чітко висловився?"
- "Чи знаєте ви про численні переваги?"
- "Ви згодні з цим?"

#### Рефлексивні запитання
Рефлексивні запитання – це запитання, які намагаються запобігти непорозумінь, напр.: "Кажете, будинок вже проданий?"

#### Запитання «так-ні»
Згідно з класичним визначенням, закритими запитаннями вважаються лише альтернативні запитання, тобто такі, на які співрозмовник може відповісти так чи ні.
Деякі приклади закритих запитань, на які можна відповісти лише "так" чи "ні" (чи інші схожі відповіді) або дати лише дуже конкретну відповідь:
- "У Вас вже є плани на вечір?"
- "Тоді до зустрічі?"
- "Чи можу я Вас забрати?"
- "Вам підходить о сьомій?"
- "Вже занадто пізно?"
- "Чи всі учасники з’явилися?"

#### Альтернативні запитання
Альтернативним запитанням називають комбінацію з двох (а іноді й більше) варіантів вибору. Воно може, але не зобов'язане поєднувати граматично повні запитання для прийняття рішень; однак у будь-якому випадку запитання для прийняття рішень поєднуються зі змістом.
Альтернативне запитання дає респонденту можливість відповісти лише одним із запропонованих варіантів (але не так чи ні).
Скорочені форми:
- Поїдемо на велосипеді чи автобусі? (означає: Нам слід їхати на велосипеді? Чи нам їхати на автобусі? Якщо ж вибір впав на перший варіант, тоді відповідь може бути такою: велосипедом, якщо ж на другий, то відповідь буде наступною: автобусом).
- Куди б Ви хотіли піти: в театр чи на концерт?
(означає: Ви б хотіли піти в театр? Чи Ви хотіли б піти на концерт? Приклад відповіді: "в театр", або ж "на концерт").

Поєднання двох повнозначних "так-ні" запитань:
- Ти маєш бажання чи ні?
(Приклад відповіді: "я хочу", або "я не хочу")
- Останній фільм Гамфрі Богарта був випущений за його життя чи пізніше?
(Приклад відповіді: за життя / Він з'явився за життя або вже пізніше)

Якщо жоден із варіантів не підходить, використовують повторювальний сполучник ні...ні. У разі ж обох правильних варіантів відповідей, речення буде формулюватися за допомогою парного сполучника «як...так і». Якщо ж вибір інший, то зазвичай кажуть іноді це, іноді те, або точніше в одних випадках одне, в інших випадках інше. Цими різними можливостями відповідей на запитання займається техніка відповідей.

#### Перефразування
Дещо розширеною формою закритого запитання є так званий перифраз, при якому повідомлення передається скорочено власними словами. Мета — перевірити розуміння та, якщо необхідно, доповнити або виправити зміст. Приклад: чи правильно я Вас зрозумів, що мова зараз йде головним чином про те, щоб якнайшвидше відновити виробництво, і тому зустріч слід перенести?

#### Вербалізація
Вербалізація лише здається закритим запитанням. У розмовній терапії під вербалізацією розуміють відтворення емоційного змісту певного висловлювання чи розмови. Мета полягає в тому, щоб перевірити емоційне розуміння і за допомогою емпатії зняти наявні стримуючі почуття, аби спрямувати клієнта до подальшого поглиблення самоспостереження. Приклад: «То ти боїшся втратити друзів, якщо змінишся?»
На таке, здавалося б, закрите питання досвідчений клієнт автоматично відповідає з поглибленням: «так, особливо якщо…». Ще не дуже досвідчений клієнт, який ще може відповісти закритою відповіддю «так», отримує наступне відкрите запитання, наприклад: «Ти можеш навести приклад?».

### Риторичні запитання
Риторичні запитання – це псевдопитання. Вони завжди є прихованим спонуканням погодитися з чиєюсь думкою. Той, хто ставить риторичне запитання, не очікує (інформативної) відповіді, а думає в першу чергу про те, щоб посилити вплив свого висловлювання.

## Форми запитань
Питання, названі відповідно до їхньої мети або внутрішнього посилу, не можуть бути остаточно класифіковані. Окрім різноманітності можливих цілей запитань, популярність тієї чи іншої форми в риториці також визначає її відомість. 
| Форма запитання             | Опис                                                                                              | Приклад                                                                                         |
| --------------------------- | ------------------------------------------------------------------------------------------------- | ----------------------------------------------------------------------------------------------- |
| Завершальне запитання       | Вимога підтвердження від клієнта у формі запитання.                                               | Коли нам варто здійснити доставку?                                                              |
| Альтернативні запитання     | Завдяки наданню двох або більше альтернатив створюється враження свободи вибору.                  | У нас є палітра кольорів на цей сезон. Вам подобається більше червоний, зелений чи може жовтий? |
| Провокативне запитання      | Через зміст (і інтонацію) запитання співрозмовник опиняється під тиском.                          | Ви хочете уникнути цієї неприємної теми?                                                        |
| Запитання-відповідь         | Відповідь вже є у самому питанні.                                                                 | Ви надаєте перевагу червоному, чи не так?                                                       |
| Питання-наказ               | Зміст та інтонація запитання передають співрозмовнику наказ.                                      | Ти доїси нарешті?                                                                               |
| Подвійне запитання          | Два або більше запитань поєднуються в одному.                                                     | Ви сміливі чи щедрі?                                                                            |
| Зустрічне запитання         | За допомогою зустрічного запитання вимагається конфронтація або уточнення.                        | Як Ви це розумієте?                                                                             |
| Запитання-примус            | Зміст (і, можливо, інтонація) питання має на меті тиснути на співрозмовника.                      | Ви хочете уникнути цієї неприємної теми?                                                        |
| Початкове запитання         | Для мотивації на початку уточнення або діалогу.                                                   | Що для Вас на сьогодні є найголовнішим?                                                         |
| Контрольне запитання        | Числа, дані, факти або погляди підлягають перегляду про...                                        | Чи правильно я Вас зрозумів, що справа лише в ціні?                                             |
| Запитання про думку         | Враховує ціннісні уявлення та передумови співрозмовника.                                          | Як ви ставитеся до цієї справи?                                                                 |
| Грошові запитання           | Ця форма запитання має на меті виявити ціну об'єкта.                                              | Скільки це коштує?                                                                              |
| Запитання мотиву            | Ця форма запитання має на меті зрозуміти намір співрозмовника.                                    | Який сенс для вас має скасування обмеження в цьому випадку?                                     |
| Питання мотивації           | Ця форма запитання має на меті змотивувати співрозмовника.                                        | Як Ви дійшли до цієї крутої ідеї?                                                               |
| Корисні запитання           | З'ясовується об'єктивна користь.                                                                  | Для чого ви хочете використовувати вантажівку?                                                  |
| Референційне запитання      | Співрозмовник відчуває тиск, коли його запитують про референтну особу чи річ.                     | На що ви, зрештою, орієнтуєтеся у своїй професійній діяльності?                                 |
| Риторичні запитання         | Питання, яке явно не потребує відповіді. Насправді ж воно є тезою.                                | Хіба ми всі не хочемо, щоб наші діти виростали здоровими?                                       |
| Градуйовані запитання       | Запитання, яке конкретизує або порівнює загальне висловлення.                                     | Як би Ви оцінили себе за шкалою від 1 (мінімум) до 10 (максимум).                               |
| Скандовані запитання        | Запитання, яке ставиться одочасно й з повторюваннями кількома людьми.                             | Чи ми народ? Чи ми народ? (гасло під час мирних демонстрацій в НДР у 1989 р.)                   |
| Запитання для спонукання    | Хвала чи бойкот спільного ворога залучає емоції.                                                  | А хіба Ви не знаєте, що ця партія нас також критикувала?                                        |
| Навідне запитання           | За допомогою гіпотетично поставленого запитання співрозмовнику нав'язується відповідь.            | Впевнена, що Ви вже також обмірковували щодо дати відпустки, чи не так?                         |
| Приховане запитання         | Запитання, мета якого (можливо, для опитуваного є непомітною) має бути досягнута непрямим шляхом. | Ви знайшли місце для паркування?(Справжня мета: У вас є автівка?).                              |
| Запитання системної терапії | Питання з системної терапії (системний коучинг) для з'ясування незрозумілих побажань клієнта.     | Уявіть, що вночі сталося диво, і ваші бажання здійснилися: як би Ви про це дізналися?           |
| Запитання мети              | Питання, мета якого повинна бути досягнута без обхідних шляхів                                    | Де тут дорога, яка веде до головного вокзалу?                                                   |

## Формулювання запитання/вибір слів
Якщо мета полягає в досягненні максимально об'єктивної та прозорої комунікації, запитання повинні формулюватися так, щоб адресат міг легко на них відповісти. Це стосується, зокрема, загальнонаціональних опитувань. Нижче наведені поради щодо формулювання таких типів запитань:
- використання простих, максимально зрозумілих термінів
- доречно короткі формулювання, проста структура речень
- конкретні, а не абстрактні та гіпотетичні запитання
- одиничний замість подвійних стимулів, немає подвійних заперечень
- без інсинуацій і навідних запитань
- питання, на які можна відповісти: знання, воля, зусилля, розуміння запитання, питання має стосуватися респондента
- чітке часове посилання
- вичерпні (запитання, на які респондент може вибрати хоча б один з запропонованих варіантів відповідей) та розрізнені питання
- запитання без спотворення контексту
- чітке визначення потенційно незрозумілих або неоднозначних термінів, якщо це необхідно [2]

Те, що формулювання питання впливає на відповідь, називається ефектом формулювання.

## Дивись також
- Чутливі запитання

## Веб-посилання
- Медіа портал